# Mitteilungen der Botanischen Staatssammlung München
Mitteilungen der Botanischen Staatssammlung München (abreviado Mitt. Bot. Staatssamml. München) es una revista ilustrada con descripciones botánicas que es editada en Alemania desde el año 1950. Dejó de publicarse en el año 2003.